# Neotheronia lloydi
Neotheronia lloydi là một loài tò vò trong họ Ichneumonidae.